# Mecynometa
Mecynometa is een geslacht van spinnen uit de  familie van de Tetragnathidae (Strekspinnen).

## Soorten
- Mecynometa argyrosticta Simon, 1907
- Mecynometa gibbosa Schmidt & Krause, 1993
- Mecynometa globosa (O. P.-Cambridge, 1889)